# Ayer (chanson de Luis Miguel)
Pour les articles homonymes, voir Ayer (homonymie).
Ayer (français : Hier) est une chanson écrite par David Foster, Jeremy Lubbock et Rudy Pérez (en), interprétée par le chanteur mexicain Luis Miguel. C'est le premier single de l'album studio Aries, paru le 22 juin 1993.

## Contexte
En 1991, Miguel a sorti son huitième album studio, Romance, une collection de boléros classiques, dont le plus ancien date des années 1940. L'album, produit par Armando Manzanero et arrangé par Bebu Silvetti, a été un succès commercial en Amérique latine et s'est vendu à plus de sept millions d'exemplaires dans le monde,. Il a ravivé l'intérêt pour le genre du boléro et a été le premier disque d'un artiste hispanophone à être certifié or au Brésil, à Taiwan et aux États-Unis. Malgré le succès de l'album, Miguel ne voulait pas sortir un disque de suivi similaire à Romance. Lorsqu'on lui a demandé pourquoi il avait choisi de ne pas enregistrer plus de boléros, il a répondu : « Je voulais essayer ma musique, en oubliant un peu ces boléros que tout le monde connaît ». Il a commencé à travailler avec les compositeurs pour l'album un an avant d'enregistrer en studio en 1992 ; selon les mots de Miguel, il voulait « discuter des œuvres, des thèmes et des mélodies ; ... La création d'un album doit faire partie de moi, sinon je ne serais pas capable de l'interpréter, ou de chanter dedans ».

## Accueil
Ayer est sorti en tant que premier single d'Aries le 17 mai 1993. Il a atteint la première place du classement Billboard Hot Latin Songs aux États-Unis la semaine du 17 juillet 1993, et y est resté pendant trois semaines. Les trois vidéoclips d'Ayer ont été réalisés respectivement par Benny Corral, Rubén Galindo et Gustavo Garzón (en). Les clips ont été filmés dans un hôtel particulier de Mexico. Ayer a terminé l'année 1993 comme la sixième meilleure chanson latine de l'année aux États-Unis.
« Ayer » est une reprise en espagnol de l'instrumental « All That My Heart Can Hold » de David Foster, avec des paroles supplémentaires de Rudy Pérez,. Ramiro Burr a caractérisé la chanson comme une « ballade luxuriante chantée par Miguel dans son style romantique qui transmet simultanément la fierté et la douleur ». Un journaliste musical du magazine Billboard a écrit une critique favorable d'Aries, affirmant que Miguel « troque les boléros nostalgiques contre un ensemble élégant et moderne » et a qualifié Ayer de « morceau de transition parfait de Romance ».
Lors de la 6e édition des Lo Nuestro Awards, la même année, l'album a remporté le prix de l'album pop de l'année et Miguel a été nommé artiste masculin pop de l'année. Il a également reçu deux nominations dans la catégorie de la chanson pop de l'année pour Hasta Que Me Olvides et Ayer ; ce dernier titre a également été nommé pour le vidéo-clip de l'année.